# الشقة (قرية مصرية)
قرية الشقة هي إحدى القرى التابعة لمركز قلين في محافظة كفر الشيخ في جمهورية مصر العربية. حسب إحصاءات سنة 2006، بلغ إجمالي السكان في الشقة 6776 نسمة، منهم 3416 رجل و3360 امرأة.